# 아이작 아쿠냐
아이작 아쿠냐(Isaac Acuña)는 미국의 축구 선수이다. 본명은 아이작 아쿠냐 산체스(Isaac Acuña Sánchez)이고, 멕시코인의 후손이다.